# CAME Dosson Calcio a 5 2021-2022
La voce raccoglie i dati riguardanti la CAME Dosson Calcio a 5, squadra di calcio a 5 militante in serie A, nelle competizioni ufficiali del 2021-2022.

## Trasferimenti

### Sessione estiva
| Loris Di Guida         | Atletico Nervesa |
| Josip Suton            | Meta Catania     |
| Arnon Santos Cassemiro | Litija           |
| Pierluigi Galliani     | C.M.B.           |
| You Nouss Guennounna   | Italservice      |

| Murilo Schiochet  | Feldi Eboli                |
| Gabriele Ugherani | Sandro Abate               |
| Thiago Grippi     | Olimpus Roma               |
| Michele Ronzani   | Virtus Castelfranco Veneto |
| Edgar Bertoni     | Dibiesse Miane             |

### Sessione invernale
| Hugo Bernardez | Italpol Roma |

| You Nouss Guennounna | Sandro Abate |

## Prima squadra
| N° | Naz.                 | Ruolo | Sportivo               | Anno       |  |  |
| -- | -------------------- | ----- | ---------------------- | ---------- |  |  |
| 1  | Italia (bandiera)    | POR   | Lorenzo Pietrangelo    | 24.06.1995 |  |  |
| 2  | Argentina (bandiera) | DIF   | Pablo Belsito          | 29.03.1986 |  |  |
| 3  | Italia (bandiera)    | LAT   | Thomas De Pieri        | 02.08.2002 |  |  |
| 3  | Italia (bandiera)    | LAT   | Luca Messina           | 30.04.2002 |  |  |
| 5  | Italia (bandiera)    | LAT   | Pierluigi Galliani     | 05.09.1995 |  |  |
| 6  | Italia (bandiera)    | LAT   | Luca Anselmi           | 24.04.2002 |  |  |
| 6  | Italia (bandiera)    | LAT   | Matteo Furlanetto      | 02.09.1999 |  |  |
| 6  | Marocco (bandiera)   | POR   | You Nouss Guennounna   | 06.03.1991 |  |  |
| 7  | Brasile (bandiera)   | PIV   | Matheus Dener          | 10.10.1996 |  |  |
| 8  | Croazia (bandiera)   | LAT   | Josip Suton            | 14.11.1988 |  |  |
| 10 | Spagna (bandiera)    | PIV   | Juan Fran              | 24.11.1999 |  |  |
| 11 | Spagna (bandiera)    | PIV   | Hugo Bernardez         | 26.01.1986 |  |  |
| 12 | Italia (bandiera)    | PIV   | Arlan Pablo Vieira     | 03.07.1990 |  |  |
| 14 | Italia (bandiera)    | LAT   | Loris Di Guida         | 12.04.1996 |  |  |
| 16 | Italia (bandiera)    | LAT   | Gabriele Bacchin       | 08.10.2002 |  |  |
| 17 | Brasile (bandiera)   | LAT   | Arnon Santos Cassemiro | 27.12.1996 |  |  |
| 22 | Italia (bandiera)    | POR   | Riccardo Ditano        | 01.10.1998 |  |  |
| 99 | Italia (bandiera)    | POR   | Federico Gavioli       | --.--.1999 |  |  |
| 20 | Italia (bandiera)    | LAT   | Giacomo Azzoni         | 20.02.1995 |  |  |
| 28 | Brasile (bandiera)   | DIF   | Pedro Espindola        | 12.07.1993 |  |  |

## Under-19
| N° | Naz.              | Ruolo | Sportivo          | Anno       |  |  |
| -- | ----------------- | ----- | ----------------- | ---------- |  |  |
| 10 | Italia (bandiera) | LAT   | Giulio Perazzetta | 14.08.2005 |  |  |

## Risultati

### Serie A
|  | Pos. | Squadra      | Pt | G  | V | N  | P  | GF | GS | DR  |
|  | ---- | ------------ | -- | -- | - | -- | -- | -- | -- | --- |
|  | 13.  | CAME Treviso | 30 | 30 | 6 | 12 | 12 | 84 | 94 | -10 |

### Play-out
Andata
| Arbitri: | Simone Micciulla (Roma 2) Luigi Alessi (Taurianova) Michele Ronca (Rovigo) |
| Crono:   | Andrea Saggese (Rovereto)                                                  |

|                                                 |           |                            |
| Juan Fran 12'10'’ Belsito 26'00'’ Dener 39'30'’ | Marcatori | 4'40'’ Miani 17'00'’ Podda |

Ritorno
| Arbitri: | Alessandro Ribaudo (Roma 2) Simone Pisani (Aprilia) Chiara Perona (Biella) |
| Crono:   | Simone Zanfino (Agropoli)                                                  |

|                                            |           |                                                        |
| Poletto 29'40'’ Alan 36'42'’ Podda 39'40'’ | Marcatori | 3'26'’, 26'10'’ Dener 27'56'’, 32'53'’, 39'59'’ Vieira |